# براندون لندن
براندون لندن (بالإنجليزية: Brandon London)‏ هو لاعب كرة القدم الكندية أمريكي، ولد في 16 أكتوبر 1984 في ريتشموند في الولايات المتحدة.

## وصلات خارجية
- براندون لندن على موقع مرجع كرة القدم المحترفة.كوم (الإنجليزية)